# Movimento dos Libertadores Centro-Africanos para a Justiça

Territórios sob controle do MLCJ.

Movimento dos Libertadores Centro-Africanos pela Justiça (MLCJ, em francês:  Mouvement des libérateurs centrafricains pour la justice) é um grupo rebelde da República Centro-Africana fundado por Abakar Sabone e cujo reduto é a região de Birao. O grupo étnico majoritário é uma etnia local, os Karas.
O MLCJ foi um dos beligerantes da guerra civil centro-africana de 2004 a 2007 como um componente da União das Forças Democráticas para a Reunificação (UFDR).
É um grupo dissidente que deixou a UFDR em agosto de 2008. Assinou o Acordo de Paz Global de Libreville em dezembro de 2008, mas anunciou, ao lado da Frente Democrática do Povo Centro-Africano, em fevereiro de 2009, que estava pegando novamente em armas porque seus homens foram supostamente excluídos do processo de desarmamento, desmobilização e reintegração pelas autoridades da República Centro-Africana.
Em 2019, seu líder é Gilbert Toumou Deya, que também é o ministro encarregado das relações com os grupos armados.
Em 2 de setembro de 2019, eclodiram combates entre o MLCJ e a Frente Popular para o Renascimento da República Centro-Africana (FPRC) devido à morte do filho do sultão da cidade de Birao, de etnia Kara, depois de confrontos com elementos da Frente Popular alguns dias antes. A base local da FPRC, mantida pelo General Contant, caiu, enquanto o distrito de Rounga, do grupo étnico dominante da FPRC, foi pilhado e incendiado.
Em 17 de fevereiro de 2020, os combatentes da FPRC tentaram recuperar Birao atacando as forças locais da MINUSCA. Seu ataque foi repelido e doze combatentes foram mortos. 